# هالینا اسکیبنیفسکا
هالینا اسکیبنیفسکا (لهستانی: Halina Skibniewska؛ ۱۰ ژانویه ۱۹۲۱ – ۲۰ آوریل ۲۰۱۱) یک معمار، استاد دانشگاه فناوری ورشو، سیاستمدار و عضو مجلس سفلی لهستان بود.
وی همچنین برندهٔ جوایزی همچون جایزه صلح لنین و جایزه افتخاری انجمن معماران لهستان شده‌است.